# Ancylus regularis
Ancylus regularis es una especie de molusco gasterópodo de la familia Arionidae en el orden de los Basommatophora.

## Distribución geográfica
Es  endémica de Etiopía.